# ながされて藍蘭島
『ながされて藍蘭島』（ながされてあいらんとう）は、藤代健による日本のラブコメストーリー漫画、およびそれを原作とするテレビアニメ等のメディアミックス作品。
『月刊少年ガンガン』(スクウェア・エニックス)2002年1月号に読み切り「ながされて☆藍蘭島」を掲載。「ながされて藍蘭島」として2002年6月号より連載化されている。また、『ガンガンパワード』でも2002年秋季号から2009年4月号における同誌の休刊まで「ながされて藍蘭島 外伝」として本作の番外編となる短編が連載されていた。
2019年1月号で連載200回を突破している。2018年3月時点で累計発行部数は390万部を突破している。
各話のサブタイトルは、アニメ以外はすべて「〜て」（アニメは「〜て、○○」）で終わるようになっている。
ドラマCD、小説版などのメディアミックスも展開。2007年にはテレビアニメ化もされた（全26話）。

## 書誌情報
コミック本編は、スクウェア・エニックスより、ガンガンコミックスとして刊行されている。また、香港・台湾では「藍蘭島漂流記」のタイトルで東立出版社より刊行されている。韓国では「サムヤン出版社」より「소녀왕국표류기（少女王国漂流記）」のタイトルで刊行されている。

### 単行本
- 藤代健『ながされて藍蘭島』スクウェア・エニックス〈ガンガンコミックス〉、既刊42巻（2025年2月12日現在）
  1. 2003年1月22日発売[4]、ISBN 4-7575-0856-5
  2. 2003年7月22日発売[5]、ISBN 4-7575-0983-9
  3. 2004年2月21日発売[6]、ISBN 4-7575-1120-5
    - 初回限定特装版、ISBN 4-7575-1138-8

  4. 2004年7月22日発売[7]、ISBN 4-7575-1232-5
  5. 2005年1月22日発売[8]、ISBN 4-7575-1316-X
    - 初回限定特装版、ISBN 4-7575-1354-2

  6. 2005年7月22日発売[9]、ISBN 4-7575-1473-5
  7. 2006年1月21日発売[10]、ISBN 4-7575-1607-X
  8. 2006年5月22日発売[11]、ISBN 4-7575-1620-7
    - 初回限定特装版、ISBN 4-7575-1666-5

  9. 2006年10月21日発売[12]、ISBN 4-7575-1797-1
  10. 2007年3月22日発売[13]、ISBN 978-4-7575-1911-4
    - 初回限定特装版、ISBN 978-4-7575-1939-8

  11. 2007年8月22日発売[14]、ISBN 978-4-7575-2077-6
  12. 2008年3月22日発売[15]、ISBN 978-4-7575-2174-2
    - 初回限定特装版（同日発売[16]）、ISBN 978-4-7575-2204-6

  13. 2008年7月22日発売[17]、ISBN 978-4-7575-2322-7
  14. 2008年12月22日発売[18][19]、ISBN 978-4-7575-2440-8
  15. 2009年5月22日発売[20]、ISBN 978-4-7575-2490-3
    - 初回限定特装版、ISBN 978-4-7575-2508-5

  16. 2009年12月22日発売[21]、ISBN 978-4-7575-2743-0
  17. 2010年7月22日発売[22]、ISBN 978-4-7575-2931-1
  18. 2011年3月22日発売[23]、ISBN 978-4-7575-2963-2
    - 初回限定特装版（同日発売[24]）、ISBN 978-4-7575-2964-9

  19. 2011年9月22日発売[25]、ISBN 978-4-7575-3366-0
  20. 2012年4月21日発売[26]、ISBN 978-4-7575-3548-0
  21. 2012年11月22日発売[27]、ISBN 978-4-7575-3778-1
  22. 2013年6月22日発売[28]、ISBN 978-4-7575-3976-1
  23. 2014年1月22日発売[29][30]、ISBN 978-4-7575-4200-6
  24. 2014年8月22日発売[31]、ISBN 978-4-7575-4385-0
  25. 2015年3月20日発売[32][33]、ISBN 978-4-7575-4582-3
  26. 2015年10月22日発売[34]、ISBN 978-4-7575-4757-5
  27. 2016年5月21日発売[35]、ISBN 978-4-7575-4974-6
  28. 2016年12月22日発売[36]、ISBN 978-4-7575-5182-4
  29. 2017年7月22日発売[37]、ISBN 978-4-7575-5402-3
  30. 2018年3月22日発売[38]、ISBN 978-4-7575-5646-1
  31. 2018年9月21日発売[39]、ISBN 978-4-7575-5842-7
  32. 2019年4月12日発売[40]、ISBN 978-4-7575-6082-6
  33. 2019年11月12日発売[41]、ISBN 978-4-7575-6375-9
  34. 2020年6月12日発売[42][43]、ISBN 978-4-7575-6673-6
  35. 2021年2月12日発売[44]、ISBN 978-4-7575-7085-6
  36. 2021年8月11日発売[45]、ISBN 978-4-7575-7417-5
  37. 2022年3月11日発売[46]、ISBN 978-4-7575-7804-3
  38. 2022年10月12日発売[47]、ISBN 978-4-7575-8195-1
  39. 2023年5月11日発売[48]、ISBN 978-4-7575-8564-5
  40. 2023年12月12日発売[49]、ISBN 978-4-7575-8954-4
  41. 2024年7月11日発売[50]、ISBN 978-4-7575-9296-4
  42. 2025年2月12日発売[51]、ISBN 978-4-7575-9669-6

### その他
| 名称                                      | 初版発売日付   | ISBN              |
| ファンブック                              | ファンブック   | ファンブック      |
| ----------------------------------------- | -------------- | ----------------- |
| ポストカードブック ながされて藍蘭島       | 2003年7月22日  | 4-7575-0993-6     |
| ながされて藍蘭島 パーフェクトガイドブック | 2005年3月31日  | 4-7575-1359-3     |
| ながされて藍蘭島 があるずがいど           | 2007年4月27日  | 978-4-7575-1985-5 |
| 小説                                      |                |                   |
| 小説 ながされて藍蘭島 告げられて          | 2004年11月30日 | 4-7575-1331-3     |
| 小説 ながされて藍蘭島2 恋しくて           | 2007年3月22日  | 978-4-7575-1988-6 |
| 小説 ながされて藍蘭島3 ときをこえて       | 2008年4月30日  | 978-4-7575-2256-5 |
| イラスト集                                |                |                   |
| 健イラスト集 藍蘭島絵巻                   | 2007年9月12日  | 978-4-7575-2098-1 |

## ドラマCD
「少年ガンガンコミックCDコレクションシリーズ」として、全2巻が発売されている。いずれも、オリジナルシナリオによる3話が収録されている。脚本は、小説版の著者でもある霧海正悟が担当している。キャストは、すず役の堀江由衣を除き、全員アニメ版とは異なる。
1. 『コミックCDコレクション30 ながされて藍蘭島 Vol.1』2004年2月20日発売、ISBN 4-7575-1154-X
2. 『コミックCDコレクション32 ながされて藍蘭島 Vol.2』2005年2月10日発売、ISBN 4-7575-1380-1

## テレビアニメ
2007年4月から9月まで、テレビ東京系6局の深夜枠で全26話が放送された。2017年12月20日、放送10周年を記念し、Blu-ray BOXが発売された。
また、すず以外の主要キャラの声優は、ドラマCD版から全員変更された。

### スタッフ
- 原作 - 藤代健（スクウェア・エニックス刊『月刊少年ガンガン』連載）
- 監督 - 岡本英樹
- シリーズ構成 - 池田眞美子
- キャラクターデザイン - 細田直人
- 美術監督 - 渡辺三千恵
- 色彩設計 - 岩井田洋
- 撮影監督 - 近藤靖尚
- 編集 - 田熊純
- 音楽 - 水谷広実
- 音響監督 - なかのとおる
- 制作プロデューサー - 瀧ヶ崎誠
- プロデューサー - 森山敦、柏田圭一、川﨑とも子、池田慎一
- アニメーション制作 - feel.
- 企画協力・制作 - ガンジス
- 製作 - 藍蘭島ぬしの会

### 主題歌
オープニングテーマ
「Days」（第1話 - 第25話）
作詞 - 田代智一、すやまちえこ / 作曲 - 田代智一 / 編曲 - 安藤高弘 / 唄 - 堀江由衣
エンディングテーマ
「Say cheese!」（第1話 - 第12話）
作詞 - 田代智一、すやまちえこ / 作曲 - 田代智一 / 編曲 - 近藤昭雄 / 唄 - 堀江由衣
「冷奴」（第13話）
作曲 - 松浦有希 / 編曲 - 松浦有希 / 唄 - とんかつ（渡辺明乃）
「恋する天気図」（第14話 - 第25話）
作詞 - 只野菜摘 / 作曲・編曲 - 古池孝浩 / 唄 - 堀江由衣
挿入歌
「雨降りお月さん」（第10話）
作詞 - 野口雨情 / 作曲 - 中山晋平 / 編曲 - 大川茂伸 / 唄 - 堀江由衣
「泡沫の花」（第24話）
作詞 - REMI / 作曲・編曲 - 水谷広実 / 唄 - REMI
「愛のために」（第26話）
作詞 - 松浦有希 / 作曲・編曲 - 大川茂伸 / 唄 - 榊原ゆい

### 各話リスト
| 話数 | サブタイトル           | 脚本           | 絵コンテ          | 演出     | 作画監督          |
| ---- | ---------------------- | -------------- | ----------------- | -------- | ----------------- |
| 1    | ながされて、天国!?     | 池田眞美子     | 岡本英樹          | 岡本英樹 | 細田直人          |
| 2    | 追いかけられて、婿殿   | 横谷昌宏       | 佐藤雄助          | 星野真   | 湯本佳典          |
| 3    | 役立って、居候         | 池田眞美子     | 木村真一郎        | 下田久人 | 萩原弘光          |
| 4    | にげてのがれて、お姉様 | 大場小ゆり     | 岡本英樹          | 守田芸成 | 鴻池一馬          |
| 4    | おどろいて、悪霊       | 大場小ゆり     | 殿勝秀樹          | 守田芸成 | 細田直人          |
| 5    | さがして、くまくま     | 池田眞美子     | まついひとゆき    | 守田芸成 | 吉田肇            |
| 6    | あったかくって、温泉   | あみやまさはる | 川崎逸朗          | 山名隆史 | 立田眞一          |
| 7    | にゃんだって、お師匠様 | 大場小ゆり     | 下田久人          | 下田久人 | 立田眞一          |
| 7    | 見たくって、さくら     | 大場小ゆり     | 下田久人          | 下田久人 | 立田眞一          |
| 8    | 招かれて、観察者       | あみやまさはる | 殿勝秀樹          | 殿勝秀樹 | 桜井正明          |
| 9    | 魅せたくて、跡取り     | 大場小ゆり     | 殿勝秀樹          | 殿勝秀樹 | 吉田伊久雄        |
| 10   | 雨だって、友だち!      | 金春智子       | 橋本弘            | 山名隆史 | 丸山隆            |
| 11   | ひゃっこくて、氷とり   | 横谷昌宏       | 川崎逸朗          | 星野真   | 井嶋けい子        |
| 12   | おいしくて、花嫁修行   | 大場小ゆり     | 小林智樹          | 徳本善信 | 立田眞一          |
| 13   | 会いたくて、行人       | 池田眞美子     | 佐々木奈奈子      | 星野真   | 萩原弘光 下川寿士 |
| 14   | はずかしくて、着ぐるみ | あみやまさはる | 岡本英樹          | 守田芸成 | 鴻池一馬          |
| 15   | 直したくって、梅梅     | あみやまさはる | 及川啓            | 徳本善信 | 丸山隆            |
| 16   | 勝ち取って、主の座     | 大場小ゆり     | 下田久人          | 下田久人 | 中村和久          |
| 17   | とりかえて、魔法       | 横谷昌宏       | 及川啓            | 及川啓   | 鈴木豪 立田眞一   |
| 18   | 手合わせして、忍者     | あみやまさはる | 佐々木奈奈子      | 星野真   | 立田眞一          |
| 19   | 謎めいて、探偵（前編） | 横谷昌宏       | 阿部雅司 殿勝秀樹 | 殿勝秀樹 | 吉田伊久雄        |
| 20   | 謎めいて、探偵（後編） | 横谷昌宏       | 阿部雅司 岡本英樹 | 殿勝秀樹 | 中村和久          |
| 21   | 化かされて、ポンポコ   | 大場小ゆり     | 岡本英樹          | 宮田亮   | 赤井俊文          |
| 22   | 見つけたくって、青い鳥 | 金春智子       | 桜井弘明          | 石倉賢一 | 住本悦子          |
| 23   | つれていって、寺子屋   | あみやまさはる | 佐々木奈奈子      | 徳本善信 | 丸山隆            |
| 24   | 流れついて、瓶詰       | 池田眞美子     | 岡本英樹          | 古賀一臣 | 中田正彦          |
| 25   | 鍛えて、へなちょこ     | 池田眞美子     | 佐藤雄助          | 星野真   | 細田直人          |
| 26   | 飛び出して、藍蘭島     | 池田眞美子     | 岡本英樹          | 岡本英樹 | 中村和久 鈴木豪   |

### 放送局
| 放送地域       | 放送局         | 放送期間                | 放送日時            |
| -------------- | -------------- | ----------------------- | ------------------- |
| 関東広域圏     | テレビ東京     | 2007年4月4日 - 9月26日  | 水曜 25:20 - 25:50  |
| 大阪府         | テレビ大阪     | 2007年4月4日 - 9月26日  | 水曜 25:20 - 25:50  |
| 愛知県         | テレビ愛知     | 2007年4月4日 - 9月26日  | 水曜 25:28 - 25:58  |
| 福岡県         | TVQ九州放送    | 2007年4月8日 - 9月30日  | 日曜 26:45 - 27:15  |
| 北海道         | テレビ北海道   | 2007年4月9日 - 10月1日  | 月曜 25:30 - 26:00  |
| 岡山県・香川県 | テレビせとうち | 2007年4月11日 - 10月3日 | 水曜 25:48 - 26:18  |
| 日本全域       | AT-X           | 2007年4月9日 - 10月1日  | 月曜 9:30 - 10:00他 |

| テレビ東京 水曜25:20枠 | テレビ東京 水曜25:20枠                            | テレビ東京 水曜25:20枠                                               |
| 前番組 | 番組名                                            | 次番組                                                               |
| --- | ------------------------------------------------- | -------------------------------------------------------------------- |
| 武装錬金 （2006年10月4日 - 2007年3月28日） ※25:00 - 25:30スーパーロボット大戦OG -ディバイン・ウォーズ- （2006年10月4日 - 2007年3月28日） ※25:30 - 26:00 | ながされて藍蘭島 （2007年4月4日 - 2007年9月26日） | MAGISTER NEGI MAGI 魔法先生ネギま! （2007年10月3日 - 2008年3月26日） |

### 関連CD
CD
- ながされて藍蘭島 恋してMAGIC SOUL PARTY "踊らされてディスコ島"（2007年3月21日、KICA-840）
  - 行人、すず、まち、あやね、ちかげ、りん、ゆきのによるキャラクターソング9曲と、キャラクターの台詞入り間奏曲（インタールード）を収録したキャラクターソングアルバム。
  - 16ページのフルカラーブックレットを封入。
- Days（2007年5月2日、KICM-91200・KICM-1200）
  - オープニングテーマ「Days」と、前期エンディングテーマ「Say cheese!」を収録。
- ながされて藍蘭島 聴いちゃって 島の音 其の壱（2007年5月23日、KICA-846）
  - 水谷広実によるBGM27曲と、オープニングテーマと前期エンディングテーマのTVサイズ、すず（堀江由衣）の歌う第10話挿入歌「雨降りお月さん」と、とんかつ（渡辺明乃）のキャラクターソングを収録したキャラクターイメージアルバム。
- ながされて藍蘭島 恋してROCK`N´ROLL SHOWTIME "騒いじゃって ロック島"（2007年6月27日、KICA-847）
  - キャラクターソングを11曲収録。
  - 16ページのフルカラーブックレットを封入。
- 恋する天気図（2007年8月17日、KICM-91203・KICM-1203）
  - 後期エンディングテーマ「恋する天気図」を収録。
- ながされて藍蘭島 聴いちゃって 島の音 其の弐（2007年8月22日、KICA-848）
  - 水谷広実によるBGM30曲と、後期エンディングテーマのTVサイズ、REMI（Sound Horizon）と榊原ゆいによるヴォーカル曲、恋して村娘によるキャラクターソングを収録したキャラクターイメージアルバム。

ドラマCD
スターチャイルドレーベルより全3巻が発売される。
1. 『ながされて藍蘭島 ドラマCD vol.1 ようこそ藍蘭島へ』2007年4月25日発売
2. 『ながされて藍蘭島 ドラマCD vol.2 疲れ果てて、行人』2007年8月1日発売
3. 『ながされて藍蘭島 ドラマCD vol.3 隠し芸して、行人!?』2007年9月26日発売

### ネットラジオ
きいちゃって藍蘭島 海龍神社放送局
2007年9月7日より2008年6月6日まで、アニメイトTVにて配信されていた。パーソナリティは、まち役の高橋美佳子とあやね役の千葉紗子。